# Copper ale
 (mai 2024).

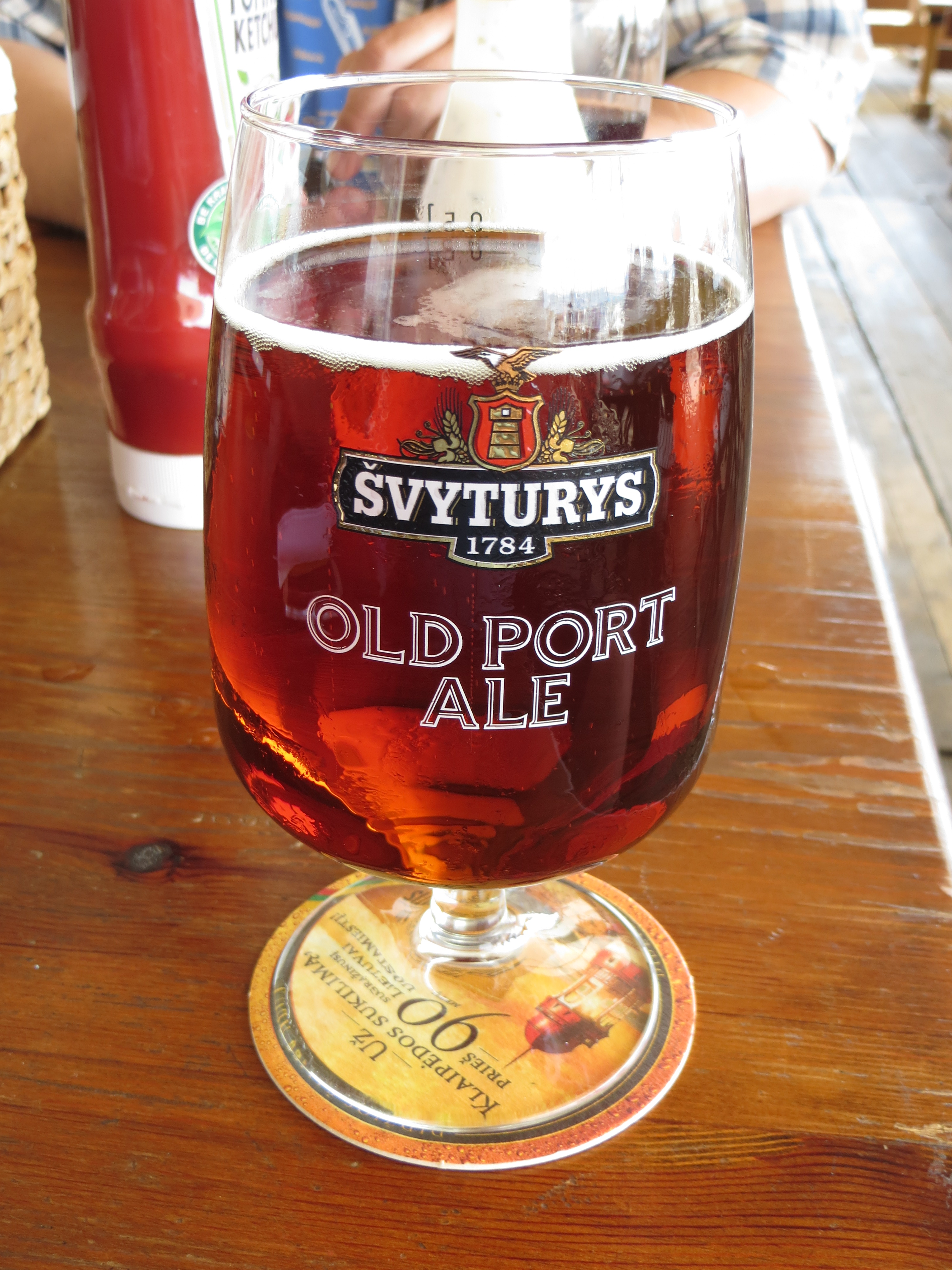
Svyturys Old Port Ale est une bière écossaise de couleur cuivrée.

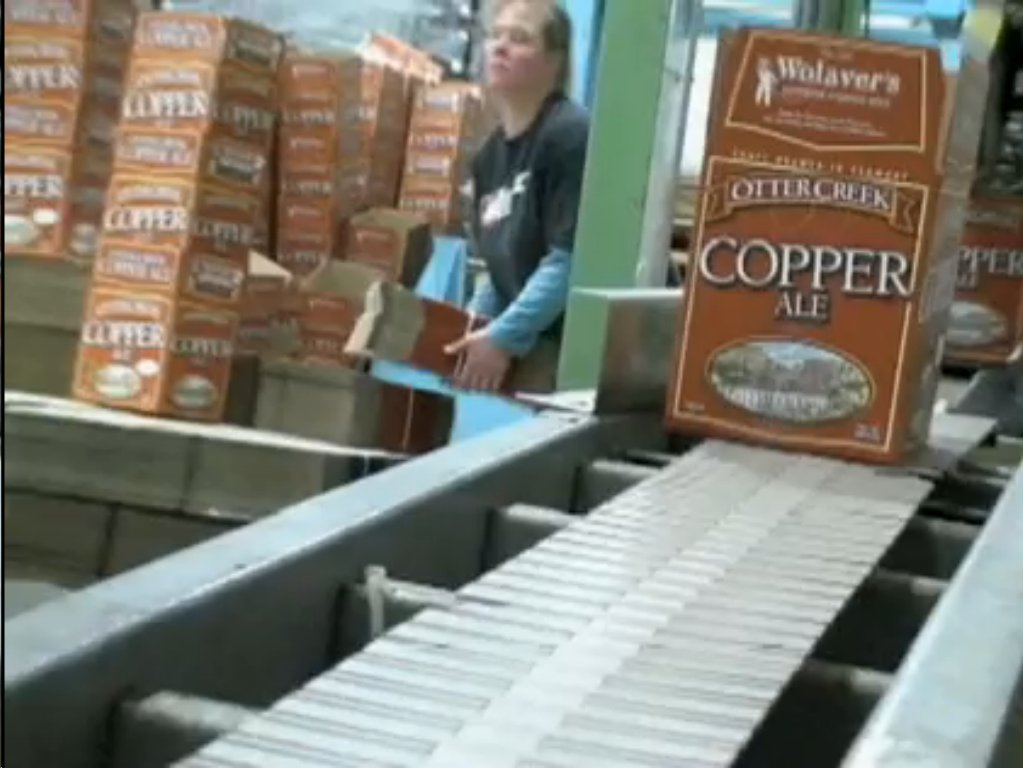
Bouteilles de copper ale de la Brasserie Otter Creek

La copper ale (lit. "ale cuivrée") est un style de ale connu notamment pour sa couleur cuivrée.

## Caractéristiques
Certaines variétés de copper ale sont produites pour avoir une saveur amère, de manière analogue à une bière amère. La bière brassée avec du malt foncé peut contribuer à une bière de couleur cuivrée,.

## Producteurs
La Copper Ale est la bière phare de la Brasserie Otter Creek , une brasserie artisanale située à Middlebury (Vermont). Il est également produit par d'autres sociétés américaines, comme la Compagnie de la bière Boulder à Boulder (Colorado),.
En Australie, la marque de copper ale  James Squire produit la  Constable Copper Ale. La production s'est arrêté en 2017.
La brasserie Alosta Brewing Company à Covina (Californie) a également produit une copper ale, en collaboration avec le groupe +LĪVE+, pour célébrer la certification platine de leur album Throwing Copper.